# Davide Talone
Davide Talone (Sydney, 1992) è un ex calciatore italiano, di ruolo difensore.

## Biografia
È nato a Sydney da genitori italiani. Suo padre Alberto è stato un ciclista professionista. Conclusa la breve esperienza calcistica inizia a lavorare nel settore immobiliare.

## Carriera
Cresciuto nell'APIA Leichhardt con cui partecipa a un Torneo di Viareggio, inizia a giocare nella squadra australiana del Fraser Park.
Nel gennaio 2014 si trasferisce nell'Amicale, club di Vanuatu, con il quale disputa 7 partite nella OFC Champions League giungendo fino alla finale, persa contro l'Auckland City. Si aggiudica inoltre il titolo nazionale.

## Statistiche

### Club
Statistiche aggiornate al 18 maggio 2014.
| Stagione        | Squadra         | Campionato      | Campionato | Campionato | Coppe nazionali | Coppe nazionali | Coppe nazionali | Coppe continentali | Coppe continentali | Coppe continentali | Altre coppe | Altre coppe | Altre coppe | Totale | Totale |
| Stagione        | Squadra         | Comp            | Pres       | Reti       | Comp            | Pres            | Reti            | Comp               | Pres               | Reti               | Comp        | Pres        | Reti        | Pres   | Reti   |
| --------------- | --------------- | --------------- | ---------- | ---------- | --------------- | --------------- | --------------- | ------------------ | ------------------ | ------------------ | ----------- | ----------- | ----------- | ------ | ------ |
| 2013-2014       | Amicale         | PD              | ?          | ?          | -               | -               | -               | OCL                | 7                  | 0                  | -           | -           | -           | 7      | 0      |
| Totale carriera | Totale carriera | Totale carriera | ?          | ?          |                 | -               | -               |                    | 7                  | 0                  |             | -           | -           | 7      | 0      |

## Palmarès

### Club

#### Competizioni nazionali
- Port Vila Premia Divisen: 1

Amicale: 2013-2014